# 129882 Ustica
129882 Ustica este un asteroid din centura principală de asteroizi.

## Descriere
129882 Ustica este un asteroid din centura principală de asteroizi. A fost descoperit pe 1 octombrie 1999 la Campo Catino de Franco Mallia și Mario Di Sora. Asteroidul prezintă o orbită caracterizată de o semiaxă mare de 2,39 ua, o excentricitate de 0,17 și o înclinație de 0,7° în raport cu ecliptica.